# Trường Công nghệ Thông tin và Truyền thông, Đại học Cần Thơ
Trường Công nghệ Thông tin và Truyền thông là một đơn vị đào tạo thuộc Đại học Cần Thơ, một trường đại học trọng điểm quốc gia của Việt Nam. Được thành lập vào năm 1994 với tên gọi Khoa Công nghệ Thông tin và Truyền thông trên cơ sở Trung tâm Điện tử - Tin học được thành lập từ năm 1990 và là một trong bảy khoa Công nghệ thông tin đầu tiên tại Việt Nam. Cuối tháng 9 năm 2022, khoa trở thành Trường Công nghệ Thông tin và Truyền thông thuộc Trường Đại học Cần Thơ.

## Lịch sử hình thành
Trung tâm Điện tử và Tin học trực thuộc Trường Đại học Cần Thơ được thành lập năm 1990 nhằm đáp ứng yêu cầu giảng dạy tin học cho trường. Đến ngày 23 tháng 8 năm 1994, khoa Công nghệ Thông tin và Truyền thông được thành lập trên cơ sở nâng cấp trung tâm Điện tử và Tin học, trở thành khoa Công nghệ thông tin thứ 2 cả nước (sau khoa Khoa học và Kỹ thuật Máy tính thuộc Trường Đại học Bách khoa, Đại học Quốc gia Thành phố Hồ Chí Minh thành lập năm 1993 và trở thành 1 trong 7 khoa trọng điểm về Công nghệ thông tin của Việt Nam. Năm 2008, chuyển bộ môn Điện tử Viễn thông và bộ môn Tự động hóa về khoa Công nghệ (nay là Trường Bách khoa, Trường Đại học Cần Thơ), tiếp nhận bộ môn Tin học ứng dụng (nay là khoa Truyền thông Đa phương tiện) từ khoa Khoa học Tự nhiên (trường Đại học Cần Thơ) năm 2015 và ổn định cho đến ngày 29 tháng 9 năm 2022, khi khoa trở thành trường Công nghệ Thông tin và Truyền thông thuộc trường Đại học Cần Thơ cùng các khoa trực thuộc nhằm đẩy mạnh việc phân cấp - phân quyền và tự chủ đại học.

## Đào tạo
Trường chịu trách nhiệm đào tạo khối ngành công nghệ thông tin và truyền thông đa phương tiện, hợp tác quốc tế, nghiên cứu và chuyển giao công nghệ thông tin cho vùng Đồng bằng Sông Cửu Long và cả nước. Trường có 108 viên chức và người lao động, trong đó có 5 Phó giáo sư, 35 Tiến sỹ, 14 nghiên cứu sinh và 37 Thạc sỹ. Trường đào tạo 1 chương trình Tiến sỹ, 3 chương trình Thạc sỹ và 10 chương trình kỹ sư với hơn 4.900 sinh viên đại học, hơn 200 học viên cao học và nghiên cứu sinh.
Trường có 6 khoa và các đơn vị trực thuộc gồm:
- Khoa Công nghệ thông tin
- Khoa Truyền thông đa phương tiện
- Khoa Khoa học máy tính
- Khoa Công nghệ phần mềm
- Khoa Hệ thống thông tin
- Khoa Mạng máy tính và Truyền thông
- Văn phòng trường
- Trung tâm Điện tử & Tin học
- Phòng kỹ thuật
- Không gian sáng chế

Trường có 3 chương trình đào tạo đạt chuẩn AUN-QA (Công nghệ thông tin, Kỹ thuật phần mềm, Mạng máy tính và Truyền thông dữ liệu), hơn 100 công bố khoa học mỗi năm. Sinh viên của trường đạt nhiều thành tích cao trong các cuộc thi Olympic.

## Sự công nhận
- Bằng khen của Thủ tướng
- Huân chương Lao động hạng Ba